# اودون گرونولد
اودون گرونولد (انگلیسی: Audun Grønvold؛ زادهٔ ۲۸ فوریهٔ ۱۹۷۶) اسکی‌باز آلپاین اهل نروژ است. او همچنین از اسکی‌بازان نمایشی در بازی‌های المپیک زمستانی ۲۰۱۰ است.